# 2015 chez Disney
L'année 2015 pour la Walt Disney Company est marquée par plusieurs films frôlant ou dépassant le milliard de dollars au box office comme Avengers : L'Ère d'Ultron, Cendrillon et Vice-versa. Du côté des parcs, la filiale Euro Disney est sujette à des échanges d'actions et une montée au capital de Walt Disney Company.

## Évènements

### Janvier
- 1er janvier 2015,
  - Disney demande à Maker Studios de produire une web-série pour promouvoir la sortie du film Star Wars, épisode VII : Le Réveil de la Force[1]
  - Avec l'ouverture de villas Disney Vacation Club au sein du Disney's Polynesian Resort, Disney confirme la tendance d'une augmentation des biens en temps partagé dans ses hôtels[2]
- 5 janvier 2015, la comédie musicale Le Roi lion est la plus rentable de l'année 2014 avec 100,2 millions d'USD de recette[3]
- 7 janvier 2015, 
  - le démontage du chapeau géant de Mickey au centre du parc Disney's Hollywood Studios s'achève[4]
  - Disney annonce la mise en vente des nouvelles villas Disney Vacation Club du Disney's Polynesian Resort à compter du 12 janvier 2015 et l'ouverture pour le 1er avril[5],[6]
  - Jay Rasulo évoque lors d'une conférence du CES la possibilité pour Disney d'acheter une société de distribution numérique similaire à Maker Studios (acheté en 2014) ou BuzzFeed (rumeurs d'avril 2014), son portefeuille de contenu étant suffisant (Pixar, Marvel, Lucasfilm)[7]
- 14 janvier 2015, Le permis de construire déposé par Disney révèle de nouveaux détails sur l'attraction La Reine des neiges dans le pavillon de la Norvège à Epcot[8],[9]
- 15 janvier 2015, Maker Studios signe un contrat de production de contenu par ses contributeurs pour le service à la demande de Vimeo[10],[11].
- 16 janvier 2015, Le parc Magic Kingdom propose une file d'attente interactive pour l'attraction Peter Pan's Flight[12]
- 18 janvier 2015, 
  - Disney déclare avoir vendu plus de jeux Disney Infinity en 2014 qu'Activision de son Skylanders malgré le désaccord du second[13],[14]
  - Le film Into the Woods dépasse les 140 millions de $ de recettes à l'international après quatre semaines d'exploitation[15]
- 20 janvier 2015, le FAI Hongkongais Now TV ajoute plusieurs services de vidéo à la demande à ses offres dont Disney Movies On Demand[16]
- 21 janvier 2015, Disney accorde une licence à l'éditeur IDW Publishing pour reprendre des publications Disney aux États-Unis dont Uncle Scrooge en avril 2015, une série Donald Duck en mai, une Mickey Mouse en juin et Walt Disney's Comics and Stories en septembre[17],[18],[19]
- 22 janvier 2015, Disney Store ouvre un nouveau type de boutique dans le quartier Harajuku de Tokyo au Japon pour une clientèle féminine adulte[20]
- 26 janvier 2015, l'actrice Emma Watson est engagée pour le rôle de Belle dans le remake avec acteurs de La Belle et la Bête (1991) dont le tournage est prévu en 2015[21],[22],[23] avec une sortie de La Belle et la Bête en 2017
- 27 janvier 2015, Disney révèle que le film Les Gardiens de la Galaxie a dépassé son budget de production atteignant 232 millions d'USD[24]
- 28 janvier 2015, sortie française de Into the Woods, une production de Walt Disney Pictures et réalisé par Rob Marshall[a 1],[25].
- 30 janvier 2015, 
  - Walt Disney World a offert durant l'année 2014, 37,9 millions d'USD sous forme de donations aux associations et organismes locaux à but non lucratif de Floride centrale[26],[27].
  - Walt Disney Parks and Resorts annonce la fermeture de son site de confection de costumes situé à Fullerton près de Disneyland à compter du 29 mai, avec le licenciement de 85 personnes et le transfert de l'activité en Floride à Walt Disney World Resort[28].

### Février
- 2 février 2015,
  - la société Netflix annonce qu'elle proposera des vidéos de Disney, Pixar, Marvel et Lucasfilm en Australie alors que la date d'ouverture et les prix de l'offre ne sont pas encore connus[29]
  - Disney annonce repousser la date d'ouverture du parc de Shanghai Disney Resort à mi 2016 au lieu de fin 2015[30]
- 5 février 2015,
  - Thomas O. Staggs directeur de Walt Disney Parks and Resorts et ancien directeur financier est promu COO de la Walt Disney Company[31],[32],[33],[34].
  - le procès d'un homme accusé d'avoir lancé une rumeur d'un parc Disney au Nord du Texas et convaincu des investisseurs potentiels de spéculer sur les terrains depuis plus de 10 ans s'ouvre avec la présentation de documents falsifiés[35],[36]
  - la société INVESCO, actionnaire à plus de 5 % du capital d'Euro Disney, se sépare de l'ensemble de ses titres[37].
- 7 février 2015, le Los Angeles Times dévoilent les plans du cabinet Lever Architecture pour la rénovation du Roy E. Disney Animation Building des studios Disney à Burbank en prenant pour exemple le Pixar Campus[38],[39].
- 9 février 2015, 
  - Disney annonce la fermeture de l'attraction Luigi's Flying Tires du parc Disney California Adventure le 16 février[40].
  - Dish TV propose un service nommé Sling TV à 20$ par mois avec un bouquet réduit d'une douzaine de chaînes comprenant toutefois ESPN, Disney Channel, ABC Family, AMC, CNN et Galavision[41]
- 10 février 2015,
  - Disney-Marvel et Sony Pictures sont parvenus à un accord pour intégrer Spider-Man à l'Univers cinématographique Marvel avec un film prévu en 2017 mais en repoussant 4 films[42],[43],[44]
  - David Lowery commence le tournage du remake de Peter et Elliott le dragon pour Disney en Nouvelle-Zélande[45],[46]
  - Disney met fin au procès pour pollution au chrome hexavalent des eaux entourant les Walt Disney Studios à Burbank[47]
- 11 février 2015, 
  - Pour la sortie du film Cendrillon, Disney et J. C. Penney lancent des campagnes conjointes avec des produits exclusifs dans les sections Disney des boutiques J. C. Penney[48],[49]
  - sortie nationale française des Nouveaux Héros, une production des Walt Disney Animation Studios, réalisé par Don Hall et Chris Williams[a 2],[25].
- 12 février 2015, 
  - Disney lance Disney Imagicademy une suite de cinq applications ludo-éducatives pour les 3 à 8 ans[50],[51]
  - Disney UTV Digital au travers d'Indiagames dévoile ICC Pro Cricket 2015, le jeu officiel multiplateforme de la Coupe du monde de cricket de 2015[52]
- 16 février 2015, Le Tokyo Disneyland Hotel achève la rénovation de 182 chambres sur 706 avec de nouveaux thèmes[53]
- 19 février 2015, DirecTV propose désormais les services de télévision connectés de Disney Watch ABC, Watch Disney et WatchESPN[54],[55].
- 20 février 2015, 
  - The Walt Disney Company annonce détenir 72,34 % des actions d'Euro Disney à la suite de la recapitalisation[56],[57]
  - Disney annonce un dépassement de budget et un retard pour l'ouverture du Shanghai Disney Resort désormais prévu en 2016 mais l'ajout de nouvelles attractions[58]
  - Disney vend WQEW-AM la station newyorkais de Radio Disney pour 13 millions d'USD à Family Stations, un réseau de stations chrétiennes, station achetée 40 millions d'USD en 2007[59].
- 23 février 2015, 
  - Disney annonce les nouveaux tarifs de ses parcs américains valables à partir de mars 2015 dont celui du Magic Kingdom surpassant les 100 USD pour une journée[60],[61]
  - Bob Chapek est nommé président de Walt Disney Parks and Resorts pour remplacer Thomas O. Staggs[62],[63],[64],[65].
- 25 février 2015, Disney annonce un remake de la série La Bande à Picsou pour 2017 sur la chaîne Disney XD[66],[67]
- 26 février 2015,
  - Disney au travers de sa filiale Sports Radio Group LLC vend pour 1 million d'USD la station Radio Disney 1250 WDDZ-AM de Pittsburgh à Pennsylvania Media Associates, filiale de Salem Media Group[68],[69]
  - en plus du remake cinématographique avec acteurs prévu pour 2017, Disney prévoit une nouvelle adaptation de La Belle et la Bête (1991) sous la forme d'une déclinaison locale de la comédie musicale La Belle et la Bête avec une troupe indienne[70].
  - Planet Hollywood dévoile les plans de la rénovation de son restaurant de Downtown Disney Floride, futur Disney Springs[71]
- 27 février 2015, la banque Morgan Stanley annonce détenir 5,52 % des actions d'Euro Disney[72]

### Mars
- 2 mars 2015, Disney et le groupe de média philippin PLDT signent une extension de leur contrat de distribution de contenu[73]
- 3 mars 2015, le prince Al-Walid actionnaire de 10 % d'Euro Disney passe sous les 5 % à la suite de la recapitalisation[74]
- 4 mars 2015, Disney World annonce vouloir sponsoriser l'équipe de football Orlando City Soccer Club[75],[76]
- 5 mars 2015, Disney World annonce l'agrandissement pour 2016 des attractions Soarin' à Epcot et Toy Story Midway Mania à Disney's Hollywood Studios[77],[78]
- 8 mars 2015, le film Les Nouveaux Héros franchit les 605 millions d'USD au box office mondial, devenant le troisième film d'animation ayant rapporté le plus[79],[80]
- 11 mars 2015, Disney annonce la parution à l'automne 2015 de 20 livres sur Star Wars pour combler le vide entre l'épisode VI datant de 1983 et l'épisode VII prévu en 2016[81]
- 12 mars 2015 (congrès annuel des actionnaires)
  - Robert Iger annonce la réalisation d'une suite à La Reine des neiges (2013)[82],[83],[84],[85],[86].
  - Robert Iger annonce le renommage du parc Disney's Hollywood Studios à Walt Disney World Resort ainsi que la construction de plusieurs attractions[87],[88],[89],[90]
  - Walt Disney Imagineering annonce la rethématisation de land Condor Flats de Disney California Adventure en Grizzly Peak Airfield pour l'associer à Grizzly Peak, la zone attenante rendant hommage aux parcs naturels[91]
  - les studios Disney décident de supprimer toute présence de cigarettes dans les films destinés aux enfants[92]
  - le recours de Disney au sujet du personnage de Lotso dans Toy Story 3 est débouté par la justice, ce qui présage d'un procès dans les mois à venir[93].
  - Disney-ABC et Yahoo! annoncent développer leur collaboration dans le domaine de l'information et la télévision[94],[95]
  - l'architecte Michael Graves, connu pour plusieurs œuvres construites pour Disney, décède à 80 ans[96],[97]
- 15 mars 2015, le film Cendrillon (2015) atteint 70,1 millions d'USD de recettes dès le premier week-end de sa sortie aux États-Unis[98],[99],[100],[101], totalisant 132,5 millions à l'international[102]
- 16 mars 2015, Walt Disney Japan annonce la diffusion de la première saison de la série Love Live! sur Disney Channel au Japon[103]
- 17 mars 2015, Disney annonce la production d'une série avec les Muppets sur Disney Junior avec Kermit parlant aux enfants[104]
- 19 mars 2015, Jay Rasulo vend une partie de ses actions Disney pour 12 millions d'USD et continue de travailler pour la société malgré la fin de son contrat[105]
- 24 mars 2015,
  - Disney Cruise Line annonce ses itinéraires pour 2016 avec pour la première fois un circuit en Irlande, en Écosse et au Pays de Galles[106],[107].
  - Le restaurant Smokejumpers Grill ouvre dans la zone rénovée et rethématisée de Grizzly Peak Airfield du parc Disney California Adventure[108]
- 25 mars 2015, 
  - sortie française de Cendrillon, une production de Walt Disney Pictures et réalisé par Kenneth Branagh[a 3],[25].
  - Sortie du court-métrage La Reine des neiges : Une fête givrée réalisé par Chris Buck et Jennifer Lee, production des Walt Disney Animation Studios accompagnant Cendrillon[a 4].
  - Disney décide de changer de sous-traitant pour son service Disney Magical Express reliant l'Aéroport international d'Orlando au complexe de Disney World, licenciant indirectement 204 personnes[109].
- 27 mars 2015, Disney annonce la fermeture définitive de Richard Petty Driving Experience pour le 9 août 2015[110]
- 30 mars 2015,
  - Anne Sweeney, ancienne PDG de Disney Media Networks, rejoint le comité de direction de Netflix[111],[112]
  - Disney annonce la production d'un remake en prise de vues réelles de Mulan (1997)[113],[114],[115]
  - Le film Cendrillon (2015) est en tête du box office mondial avec 336,2 millions d'USD de recettes[116],[117]
- 31 mars 2015, Disney offre 4,5 millions d'USD à des organisations locales à but non lucratif de la région d'Orlando[118]

### Avril
- 2 avril 2015, Disney Interactive confirme la sortie de Disney's DuckTales Remastered sur mobile Android et iOS[119]
- 3 avril 2015, Disney au travers d'ESPN négocierait un contrat de 250 millions d'USD avec le site de paris sportifs virtuels DraftKings, peut-être l'achat de 25 % de la société[120],[121],[122],[123],[124],[125]
- 4 avril 2015, les 20 nouvelles villas du Disney's Polynesian Resort construites sur pilotis sont désormais disponibles à la location[126],[127]
- 8 avril 2015, 
  - sortie française de Clochette et la Créature légendaire, une production des DisneyToon Studios et réalisé par Steve Loter[a 5],[25].
  - IMAX renouvelle son contrat avec Disney pour plusieurs films jusqu'en 2017 dont le très attendu Star Wars VII prévu en décembre 2015[128],[129]
  - Disney et Apple sont en pourparlers au sujet du nombre de chaînes du groupe Disney que doivent être proposées sur le service Apple TV, Disney souhaitant le plus de chaînes possible[130],[131],[132]
  - Disney annonce la production d'une adaptation avec acteurs de Pinocchio (1940)[133],[134]
- 10 avril 2015, Début de la série Daredevil produite par Marvel Television sur Netflix[135]
- 11 avril 2015, 
  - Cendrillon (2015) accumule 400 millions d'USD en trois semaines[136]
  - Albert Cheng, vice-président du Disney-ABC Television Group et directeur du contenu numérique annonce son départ[137],[138],[139]
- 13 avril 2015, 
  - Disney annonce un contrat entre sa filiale Adventures by Disney et le croisiériste américain AmaWaterways pour des croisières fluviales en Europe, principalement sur le Danube sur deux nouveaux navires construits spécialement[140],[141],[142]
  - un actionnaire minoritaire conteste en justice la procédure d'OPA lancée par The Walt Disney Company sur Euro Disney[143],[144]
- 16 avril 2015, Disney et Corus Entertainment annoncent un contrat en vue de la création d'une Disney Channel canadienne[145],[146],[147],[148]
- 20 avril 2015, 
  - Disney Research annonce une imprimante 3D pour le textile[149]
  - Disney Research dévoile une technologie nommée "acoustrument" qui permet de contrôle un téléphone à partir des sons qu'il émet[150],[151],[152]
  - Disney Research présente un générateur de dialogue rendant le doublage plus réaliste ou de modifier les propos[153]
- 21 avril 2015, 
  - The Walt Disney Company India conclut un partenariat record avec plus de 50 marques pour promouvoir le film Avengers : L'Ère d'Ultron en Inde[154]
  - Devant le succès de Daredevil, Netflix annonce la mise en chantier d'une seconde saison[155],[156],[157].
  - Des licenciements sont annoncés chez New Horizon Interactive, éditeur de Club Penguin[158]
- 22 avril 2015, lors de sa session de deux heures au CinemaCon, Walt Disney Studios a présenté de nombreux films dont Vice Versa de Pixar, Avengers : L'Ère d'Ultron et Ant-Man de Marvel et Star Wars, épisode VII : Le Réveil de la Force de Lucasfilm[159],[160],[161]
- 23 avril 2015, En raison d'un différend avec Verizon sur le nouveau concept de bouquet réduit de FiOS, Disney supprime les publicités pour le cablo-opérateur de ses chaînes ABC à New York et ESPN, et rejoint plusieurs contestataires comme NBCUniversal de Comcast et 21st Century Fox[162],[163],[164],[165]
- 28 avril 2015, 
  - Maker Studios lance une campagne de création de contenu sur Marvel et sur les X Games d'ESPN[166],[167],[168]
  - Oriental Land Company annonce pour après 2017 le doublement de Fantasyland à Tokyo Disneyland et un land sur La Reine des neiges (2013) à Tokyo DisneySea pour 2018[169],[170],[171]
  - A&E Television Networks annonce que la chaîne H2 serait remplacée par une chaîne Vice en 2016[172].
  - Canalsat annonce une nouvelle chaîne Disney nommée Disney Cinema, qui commencera sa diffusion le 8 mai[173]
- 29 avril 2015, 
  - sortie française de Avengers : L'Ère d'Ultron, une production des Marvel Studios et réalisé par Joss Whedon[a 6],[25].
  - Disney achète pour 32 millions d'USD l'hôtel Carousel Inn situé le long d'Harbor Boulevard et jouxtant le Disneyland Resort[174]
- 30 avril 2015, La presse dévoile que Disney World aurait licencié une centaine d'employés américains de son service informatique pour les remplacer par des immigrés indiens[175]

### Mai
- 2 mai : Avengers : L'Ère d'Ultron récolte 187,7 millions d'USD aux États-Unis et au Canada pour son week-end de sortie, arrivant en dessous du premier Avengers avec 207 millions d'USD[176],[177],[178]
- 5 mai 2015, Disney Channel recherche des animateurs locaux pour ses émissions en Afrique du Sud[179]
- 6 mai 2015, Les recettes du film Cendrillon (2015) dépassent les 500 millions d'USD à l'international[180],[181]
- 7 mai 2015, 
  - Disney Southeast Asia signe un contrat pluriannuel de vidéo à la demande avec le philippin Globe Telecom comprenant plusieurs applications de contenu à la demande comme Disney Movies On Demand, Watch Disney ou Maker on Demand[182]
  - Disney Media Distribution Latin America lance la production d'une série biographique sur Juan Gabriel pour le public sud-américain[183]
  - Disney Media Networks et Sky signent un contrat pluri-annuel de distribution de vidéo à la demande pour la chaîne payante néo-zélandaise[184]
  - Leslie Ferraro est nommée présidente de Disney Consumer Products[185],[186]
- 9 mai 2015, 
  - Disney XD entame la diffusion de la série Doctor Who[187]
  - Disney Store annonce l'ouverture de son magasin phare à Shanghai pour le 20 mai[188],[189]
- 12 mai 2015, Walt Disney World Resort poursuit la transformation de Downtown Disney en Disney Springs, avec la nouvelle phase du Town Center comprenant des boutiques internationales dans une architecture industrielle des années 1900 et un parking de 2 000 places[190]
- 13 mai 2015, la presse évoque des projets de chaînes de télévision Star Wars ou Marvel[191],[192]
- 14 mai 2015, 
  - Disney et AmaWaterways annoncent des croisières fluviales supplémentaires durant l'été et à Noël 2016 un mois après avoir annoncé leur partenariat[193],[194].
  - Robert Iger vend une partie de ses actions Disney pour un montant de 21,7 millions d'USD[195],[196],[197]
- 15 mai 2015, 
  - après analyse des résultats financiers de 2014, Walt Disney Studios est le premier en termes de bénéfice avec 1,7 milliard d'USD pour 7,2 milliards de revenus[198]
  - Ouverture de la zone Grizzly Peak Airfield à Disney California Adventure, rethématisation de la base aérienne Condor Flats[199],[200]
- 19 mai 2015, 
  - Oriental Land Company, propriétaire de Tokyo Disney Resort, annonce la construction d'une attraction basée sur le film de Pixar, Le Monde de Nemo (2003), à la place de StormRider et devant ouvrir en 2016/2017[201],[202].
  - Disney interdit les perches à selfie dans ses attractions pour des raisons de sécurité à la suite d'un incident dans Big Thunder Mountain[203],[204],[205]
  - Disney Media Networks et Univision Network injectent 30 millions d'USD supplémentaires dans la chaîne Fusion[206]
- 20 mai 2015, 
  - sortie française de À la poursuite de demain (Tomorrowland), une production de Walt Disney Pictures et réalisé par Brad Bird[25].
  - Disney Store ouvre sa première boutique sur le territoire chinois à Shanghai, une boutique phare située au pied de la Perle de l'Orient[207],[208], qui en raison de l'affluence et une file d'attente de plus de 1,7 km a dû fermer ses portes au bout d'une heure[209]
- 21 mai 2015, 
  - début de la célébration Diamond Célébration à Disneyland pour l'occasion de son 60e anniversaire, avec comme nouveauté un nouveau spectacle pyrotechnique Disneyland Forever et une parade nocturne Disney's Paint The Night.
  - Feld Entertainment annonce la venue d'une spectacle Disney on Ice en Afrique du Sud au Cap et au Ticketpro Dome (en) de Johannesburg dès juin 2015[210].
- 26 mai 2015, Disney Research présente un robot bipède qui marche comme un personnage d'animation[211]
- 27 mai 2015, Duke Energy annonce la construction d'une centrale électrique solaire à Walt Disney World Resort[212],[213],[214]
- 29 mai 2015, le parc Disney's Hollywood Studios dévoile une nouvelle version de l'attraction The Great Movie Ride sponsorisée par Turner Classic Movies[215]

### Juin
- 1er juin 2015, Disney annonce la fin du contrat de CFO de Jay Rasulo à compter du 30 juin 2015, ensuite il sera conseiller de Robert Iger[216],[217]
- 2 juin 2015, Disney présente le jeu Disney Playmation mélangeant jeu vidéo et éléments physiques en allant plus loin que les figurines de Disney Infinity avec un premier lot sur le thème d'Avengers[218],[219],[220],[221]
- 3 juin 2015, Disney annonce la fermeture du DisneyQuest de Downtown Disney et son remplacement en 2016 par un concept d'attraction/restaurant nommé NBA Experience, alors que NBA City à Universal Orlando Resort vient de fermer[222],[223],[224]
- 4 juin 2015,
  - Disney World annonce la suppression de 250 employés de son service informatique et leurs remplacements par des travailleurs indiens, annonce faisant polémique[225],[226]
  - la startup Joyus annonce une levée de fonds de 24 millions d'USD menée comprenant Steamboat Ventures pour accroître son réseau de vente par vidéo[227],[228]
- 5 juin 2015, Salem Media Group achète la station Radio Disney KMKI de Dallas/Fort Worth pour 3 millions d'USD[229]
- 7 juin 2015, Une rumeur d'un investissement à hauteur de 250 millions d'USD par Disney via ESPN dans le site d'enchère sportive DraftKings pourrait être annoncé avant le 15 juin[230]
- 8 juin 2015, LG Electronics présente des smartphones thématisés Disney en partenariat avec Swarovski pour le marché japonais[231],[232],[233]
- 9 juin 2015,
  - Disney dévoile et annonce le début de la construction d'une attraction La reine des neiges à EPCOT[234],[235],[236]
  - Kabam et Disney annoncent le jeu Star Wars: Uprising sur mobile pour l'automne 2015[237]
- 10 juin 2015, Disney pourrait perdre 140 millions d'USD en raison des mauvais résultats en salles de À la poursuite de demain[238],[239],[240],[241]
- 12 juin 2015,
  - Disney-ABC annule son projet de sous-traiter son service informatique et de licencier 35 personnes[242]
  - Radio Disney annonce le lancement d'une déclinaison Country à l'automne 2015[243],[244],[245].
- 16 juin 2015,
  - Les recettes du film Maléfique avec Angelina Jolie s'élèvent à 760 millions d'USD et Disney annonce le développement d'une suite écrite par Linda Woolverton[246],[247],[248],[249],[250],[251]
  - Disney Channel et le studio Graphic India s'associent pour créer une série d'animation de super héros nommée Astra Force[252]
  - Disney World annonce la destruction du speedway pour agrandir le parking du Magic Kingdom[253]
  - un nouvel espace ouvre dans la partie africaine du parc Disney's Animal Kingdom, le Harambe Market[254]
- 17 juin 2015, sortie française de Vice-versa, une production des Pixar Animation Studios et réalisé par Pete Docter[a 7],[25].
- 19 juin 2015,
  - Disney reconduit pour 11 ans et étend sa location à 110 000 pieds carrés (10 219 m2) des 180 000 pieds carrés (16 723 m2) du Buena Vista Plaza, édifice de 7 étages hébergeant la Partners Federal Credit Union[255]
  - Bandai Namco lance un site web pour présenter le jeu Disney Magic Castle 2 sur Nintendo 3DS suite de Disney Magic Castle sorti en 2014[256],[257]
  - Disney dévoile les plans d'une extension du Disney's Wilderness Lodge comprenant 26 bungalows en bordure du rivage, semblables à celles sur pilotis du Disney's Polynesian Resort[258]
  - Forbes détaille la conception de Disney Infinity 3.0 qui regroupe pas moins de 8 studios[259]
- 24 juin 2015,
  - Malgré les rumeurs, DraftKings ne reçoit pas une participation de 250 millions d'USD d'ESPN mais signe un contrat publicitaire de 500 millions d'USD sur trois ans pour diffuser des annonces Draftkings sur les chaînes d'ESPN[260],[261],[262]
- 25 juin 2015,
  - Disneyland souhaite investir 1 milliard d'USD dans le Disneyland Resort dont un parking de 5000 places en échange d'une garantie de la non-création d'une taxe sur les entrées ou d'une exemption de 30 ans[263],[264]
- 26 juin 2015,
  - Disney trouve un accord dans son procès concernant une violation de droit d'auteur avec une bande annonce de La Reine des neiges[265].
  - Jay Rasulo, CFO de Disney jusqu'au 30 juin, conserve un poste conseiller de Robert Iger avec un salaire annuel de 5,4 millions d'USD[266],[267],[268]
- 29 juin 2015, 
  - Disney annonce le regroupement de ses divisions Disney Consumer Products et Disney Interactive pour le début de l'année fiscale 2016[269],[270],[271].
  - Disney annonce la fermeture de l'attraction The Magic of Disney Animation au Disney's Hollywood Studios à compter du 12 juillet 2015[272],[273],[274]
- 30 juin 2015,
  - Disney nomme Christine McCarthy comme Chief Financial Officer[275],[276],[277]
  - Disney annonce la fermeture de l'attraction DisneyQuest de Downtown Disney en Floride en 2016 et son remplacement par le concept NBA Experience au sein du Disney Springs[278],[279],[280]

### Juillet
- 1er juillet 2015, 
  - Les bungalows sur pilotis ouvrent au Disney's Polynesian Resort[281]
  - Disney India et IndiaCast annoncent stopper leur contrat de distribution télévisuelle signé en 2013 prématurément afin de satisfaire l'autorité de régulation des télécoms indienne[282],[283]
- 5 juillet 2015, 
  - Walt Disney Pictures définit un nouveau record de rapidité pour atteindre les 3 milliards d'USD au box-office grâce à  Avengers : L'Ère d'Ultron et Vice-versa[284],[285]
  - l'imagineer et sculpteur Blaine Gibson décède à 97 ans[286],[287],[288],[289],[290],[291],[292]
- 6 juillet 2015, Disney Junior est lancée en Hongrie[293],[294]
- 8 juillet 2015, 
  - La municipalité d'Anaheim accepte avec un vote à 3 contre 2 l'exemption de taxe pour 30 ans du Disneyland Resort en échange d'un investissement d'un milliard d'USD[295],[296],[297]
  - Nominet contraint une société britannique de costumes à rendre 6 domaines dont starwars.uk à Disney à la suite de son rachat de Lucasfilm[298],[299],[300].
- 9 juillet 2015, Maker Studios achète la startup Instafluence qui permet aux commerciaux d'entrer en contact avec des individus ayant un large public sur les réseaux sociaux[301]
- 10 juillet 2015, 
  - Ubisoft et Disney annoncent un jeu vidéo inspiré de Souvenirs de Gravity Falls sur 3DS[302],[303],[304]
  - Le projet de rénovation du parc Disney's Hollywood Studios en Floride est estimé à 3 milliards d'USD, à comparer avec 1,1 milliard utilisé pour rénover le parc Disney California Adventure entre 2007 et 2012[305].
- 13 juillet 2015, un article du New York Times confirme que Disney était bien en discussion pour investir dans DraftKings mais aussi son concurrent FanDuel[306],[307]
- 14 juillet 2015, Disney dévoile des détails du futur Shanghai Disneyland[308],[309],[310],[311]
- 15 juillet 2015, Disney signe un contrat avec le studio d'animation sud-africain Triggerfish afin de chercher des sujets de films[312]
- 20 juillet 2015, 
  - DraftKings annonce qu'il paiera 250 millions d'USD à ESPN sur deux ans pour diffuser des publicités[313].
  - les travaux de construction d'un second parking à étages commencent au sein de Disney Springs en Floride[314]
- 21 juillet 2015, Disney Theatrical reçoit une subvention d'un million d'USD pour Newsies[315],[316].
- 22 juillet 2015,
  - Disney Theatrical continue de dominer Broadway avec les comédies musicales Le Roi lion et Aladdin qui récoltent respectivement 2,6 et 1,8 millions d'USD par semaine[317]
  - Disney lance une campagne de démonstration et de pré-commande de Disney Playmation[318]
- 23 juillet 2015,
  - Vice-versa (2015) franchit les 500 millions d'USD de recettes à l'international[319]
  - Tom Moses, architecte et urbaniste qui a développé le code architectural de Walt Disney World Resort et membre du Reedy Creek Improvement District, décède à l'âge de 81 ans[320]
- 27 juillet 2015, Bob Iger déclare qu'ESPN pourrait éviter les traditionnels bouquets du câble pour une solution plus souple de diffusion en streaming[321],[322],[323]
- 29 juillet 2015, la société de média de Chicago Polnet Communication achète la station WRDZ de Radio Disney pour 3,45 millions d'USD[324]
- 30 juillet 2015, 
  - Disney Consumer Products lance Cars Daredevil Garage une application de réalité augmentée pour une nouvelle collection de voitures issues des films Cars[325]
  - Décès de l'historien de l'animation John Culhane, ayant inspiré le personnage de Mr. Snoops dans Les Aventures de Bernard et Bianca[326],[327],[328],[329]
- 31 juillet 2015, 
  - Forbes annonce que les suites des films Marvel et Lucasfilm vont être le moteur de croissance des Walt Disney Studios[330]
  - pour le NASDAQ, les résultats d'Electronic Arts sont tirés vers le haut par la franchise Star Wars de Disney[331]
  - JPMorgan Chase annonce poursuivre son partenariat avec Walt Disney Parks and Resorts pour des cartes bancaires[332]

### Août
- 1er août 2015, le téléfilm Descendants rassemble 6,6 millions de téléspectateurs sur Disney Channel aux États-Unis[333],[334]
- 2 août 2015, Disney signe un contrat avec le groupe japonais Uniqlo pour commercialiser des produits Star Wars, Avengers et La Reine des neiges en Chine où la marque possède de nombreuses boutiques[335],[336],[337]
- 3 août 2015, Disney achète deux terrains à proximité du Disneyland Resort pour 48 millions d'USD, les 1515 et 1585 South Manchester Avenue[338],[339]
- 5 août 2015, à la suite de l'annonce par Robert Iger d'un avertissement sur la baisse des abonnés d'ESPN, l'action de Disney chute de 11 %[340],[341],[342],[343],[344]
- 6 août 2015, 
  - Radio Disney ouvre une chaîne sur iHeartRadio[345]
  - Disney Theatrical conquiert Broadway[346]
  - Disney Research dévoile une technologie d'impression 3D avec des matériaux à l'élasticité variable[347],[348]
- 8 août 2015, Disney Channel India décline les séries Shake It Up, Jessie, Bonne chance Charlie et La Vie de palace de Zack et Cody en version indienne sous les noms Shake It Up, Oye Jassie!, Best of Luck Nikki et The Suite Life of Karan and Kabir[349]
- 10 août 2015,
  - La société DDC Investissement basée dans le Colorado achète pour 27 millions d'USD le centre de distribution de Disney Store, un hangar de 648 000 pieds carrés (60 201 m2) situé près de Memphis[350]
  - la société brésilienne Havaianas signe un contrat avec Walt Disney Parks and Resorts pour vendre des tongs dans les boutiques des parcs élargissant son contrat avec Disney Consumer Products datant de 2011[351]
  - le jeu pour mobile Marvel Contest of Champions développé par Kabam pour Disney et sorti en décembre 2014 atteint les 100 millions d'USD de recettes, devenant le jeu le plus rapide à atteindre cette somme[352]
- 11 août 2015, House of Blues annonce son intention de quitter le Downtown Disney de Disneyland Resort pour un espace plus grand au Anaheim GardenWalk (en) situé non loin[353],[354]
- 12 août 2015, Disney India annonce une adaptation locale de la comédie musicale La Belle et la Bête à Bombay[355],[356],[357]
- 13 août 2015,
  - Walt Disney Imagineering dévoile son usage de la réalité virtuelle dans la conception des attractions[358]
  - Disney confirme la production d'une suite télévisuelle du Roi lion avec une partie de la distribution originale, La Garde du Roi lion[359],[360]
  - Le réalisateur Chris Buck confirme une relation entre Anna et Elsa de La Reine des neiges (2013) et Tarzan (1999), deux films qu'il a réalisé, les parents des princesses auraient fait naufrage en Afrique et auraient donné naissance à Tarzan[361],[362]
- 14 août 2015, 
  - Lors du D23, Pixar annonce plusieurs films dont Le Monde de Dory, Toy Story 4 et le court métrage Coco[363],[364],[365],[366]
  - Lors du D23, Disney Animation annonce plusieurs films dont Vaiana : La Légende du bout du monde et Gigantic[363],[364],[365],[366],[367],[368],[369]
  - John Lasseter confirme la présence d'une romance dans Toy Story 4 entre Woody et Bo Peep, une poupée chantante[370],[371],[372]
- 15 août 2015,
  - Lors du D23, Disney Parks annonce deux lands de 14 acres (56 656 m2) chacun dédiés à Star Wars à Disneyland en Californie et à Disney's Hollywood Studios en Floride[373],[374],[375],[376],[377]
  - Lors du D23, Walt Disney Pictures présente un extrait de La Belle et la Bête (2017) avec Emma Watson[378]
  - Lors du D23, les personnalités promues Disney Legends ont été dévoilées : Eyvind Earle, George Lucas, Johnny Depp, Susan Lucci, George Bodenheimer, Andreas Deja, Danny Elfman, Julie Reihm Casaletto et Carson Van Osten[379]
- 17 août 2015, lors du D23, Disney Interactive et Gameloft annoncent Disney Magic Kingdoms un jeu de construction de parcs d'attractions utilisant celles de Disney[380],[381].
- 19 août 2015, 
  - lors du D23, Disney Interactive et Electronic Arts confirment Star Wars Battlefront et des personnages Star Wars dans Disney Infinity 3.0[382]
  - Disney Pictures annonce la participation de Dwayne Johnson dans l'adaptation cinématographique de l'attraction Jungle Cruise[383],[384],[385]
  - Euro Disney annonce un résultat trimestriel sur 9 mois proche du milliard d'€, meilleur résultat depuis 2008, et le succès du spectacle Frozen Summer Fun entamé en juin[386]
- 20 août 2015, Disney et Ubisoft annoncent le contenu et la sortie pour Noël du jeu Just Dance: Disney Party 2 présenté lors du D23[387]
- 21 août 2015, 
  - l'action Disney chute de 6 % à la suite de l'annonce de la baisse du nombre d'abonnées à ESPN[388]
  - un juge fédéral rejette les recours des différents studios d'animation dans le procès d'arrangements des primes pour casser la concurrence[389]
- 22 août 2015, Disney ajoute la société Littlestar, spécialisée dans le contenu de réalité virtuelle, à son programme d'aide aux startups nommé Disney Accelerator[390]
- 24 août 2015, 
  - Erin McPherson, directrice du contenu, et Jeremy Welt, responsable marketing, quittent leurs postes de Maker Studios[391],[392]
  - Walt Disney Records annonce quatre bandes originales supplémentaires à sa collection Legacy lancée en juin 2014[393]
- 25 août 2015, à la suite du rachat de Maker Studios, Disney verse 105 millions d'USD aux anciens actionnaires au titre de la première période d'earnout[394].
- 26 août 2015, 
  - Disney annonce de nombreux produits Star Wars disponibles à partir du 4 septembre 2015 surnommé Force Friday[395],[396],[397].
- 27 août 2015, Disney India annonce l'arrêt des développements pour son studio Indiagames dans le cadre de la restructuration de Disney Interactive[398],[399],[400]
- 29 août 2015, le film Vice-versa (2015) récolte 700 millions d'USD à l'international[401].
- 31 août 2015, 
  - à la suite d'une réorganisation, Marvel Studios dépend désormais de Walt Disney Studios alors que Marvel Comics et Marvel Television restent dans le giron de Marvel Entertainment[402],[403],[404]
  - Orange signe un contrat avec Disney pour un service de VOD nommé Disney Pop Pick Play [405]

### Septembre
- 1er septembre 2015, 
  - Jonathan Headley est nommé trésorier de la Walt Disney Company après la nomination de l'ancienne trésorière Christine McCarthy au poste de CFO[406],[407],[408],[409]
  - Décès de Dean Jones[410],[411],[412],[413]
  - Thomas W. Lucas Jr a été reconnu coupable de tromperie et de fraude dans l'affaire du parc Disney texan[414]
  - Disney et Sephora lancent une gamme de poudriers avec miroirs avec les Princesses Disney[415]
- 2 septembre 2015,
  - DreamWorks annonce rompre son contrat de distribution avec Walt Disney Studios en 2016 au profit d'Universal[416],[417],[418]
  - SM Group signe un contrat de distribution avec The Walt Disney Company Southeast Asia pour les Philippines[419],[420]
- 3 septembre 2015, 
  - la vieille du Force Friday la presse prédit 5 milliards d'USD de recettes en produits dérivés pour Disney avec Star Wars, épisode VII : Le Réveil de la Force qui ne sort que le 18 décembre[421],[422]
  - Amazon achète Elemental Technologies société soutenue depuis 2010 par Steamboat Ventures pour 500 millions d'USD[423].
- 4 septembre 2015, Disney Channel commande une sitcom familiale latino américaine avec Jenna Ortega nommée Stuck in the Middle[424]
- 7 septembre 2015, La ville de Shanghai demande la fermeture de 153 entreprises polluantes autour de Pudong avant l'ouverture du Shanghai Disney Resort[425]
- 8 septembre 2015,
  - Disney annonce que son service Disney Movies Anywhere est disponible sur Amazon Video et Microsoft Movies et le sera le 18 septembre sur Roku et Android TV[426],[427]
  - UKTV étend son contrat avec Disney avec plusieurs séries supplémentaires dont Criminal Minds: Beyond Borders, Quantico et Code Black[428],[429]
- 9 septembre 2015, les chercheurs du Disney Research ont trouvé un moyen pour des lampes LEDs de communiquer entre elles[430],[431],[432]
- 10 septembre 2015, à la suite de la baisse du cours de son action en raison des craintes liées à ESPN, Disney confirme racheter agressivement ses actions[433]
- 11 septembre 2015, 
  - Disney annonce l'arrêt du spectacle de Noël The Osborne Family Spectacle of Dancing Lights au Disney's Hollywood Studios après la saison 2015[434],[435]
  - Disney finalise le tournage de la série Les Chroniques d'Evermoor à Warrington[436]
  - Glénat annonce de nouvelles bandes dessinées mettant en scène Mickey Mouse par Régis Loisel, Cosey, Tébo, Lewis Trondheim et Nicolas Keramidas[437]
- 14 septembre 2015, 
  - Disney signe un contrat avec Tencent pour rendre disponible en streaming la saga Star Wars en Chine avant la sortie de Star Wars, épisode VII : Le Réveil de la Force[438]
  - Disney commence le développement d'un remake de Mary Poppins (1964) sous la direction de Rob Marshall[439],[440],[441]
- 15 septembre 2015, Disney Publishing Worldwide lance une nouvelle gamme de produits, comprenant des livres, disques et applications devant encourager l'esprit positif nommée Star Darlings[442]
- 17 septembre 2015, Disney négocie avec Netflix pour rendre les films Star Wars disponibles en streaming en Amérique latine avant la sortie de Star Wars, épisode VII : Le Réveil de la Force[443],[444],[445],[446]
- 19 septembre 2015, la série Les Pyjamasques débute sur Disney Channel[447]
- 21 septembre 2015, 
  - Disney participe à un investissement de 65 millions d'USD dans Jaunt, une start-up de la Silicon Valley spécialisée dans la réalité virtuelle[448],[449],[450],[451].
  - Disney Store se joint à la chaîne de magasins Target pour supprimer les notions de genre dans les articles pour enfants[452]
  - Telefónica lance une chaîne temporaire Star Wars en Espagne sur sa plateforme payante Movistar+ avec les films et des documentaires devant s'arrêter avec la sortie de Star Wars, épisode VII : Le Réveil de la Force[453],[454]
- 22 septembre 2015, 
  - le restaurant Jock Lindsey's Hangar Bar inspiré par Indiana Jones ouvre au Disney Springs en Floride[455]
  - Disney annonce l'agrandissement du Disney's Wilderness Lodge Resort avec 26 cabanes Disney Vacation Club en bord de lac[456]
- 23 septembre 2015, 
  - Disney signe un contrat avec SM Group pour diffuser les marques Disney dans les 52 centres commerciaux et de loisirs du groupe philippin[457]
  - Disney a émis un bon à hauteur de 2 milliards d'USD[458]
- 25 septembre 2015, Walt Disney International Limited ferme au profit de The Walt Disney Company Limited[459].
- 24 septembre 2015, 
  - Disney Infinity 3.0 est porté sur mobile avec une application nommée Disney Infinity: Toy Box 3.0[460],[461],[462]
  - Disney prévoit d'annoncer la date d'inauguration de Disney Springs pour le 29 septembre 2016[463].
  - Corus lance le service Watch Disney au Canada associé à la chaîne Disney Channel[464]
- 25 septembre 2015, un troisième hôtel de la marque Hampton Inn est prévu dans le projet Flamingo Crossings à la suite de la vente d'un terrain par Disney pour 4,25 millions d'USD[465]
- 28 septembre 2015, l'AMF annonce que la Walt Disney Company détenait désormais 81,10 % d'Euro Disney[466].
- 29 septembre 2015, 
  - une cérémonie est organisée pour officialiser le changement de nom du Downtown Disney en Disney Springs[467],[468],[469]
  - Playbill, la NEA et Disney Theatrical lancent un programme de détection de talents pour les compositeurs ou paroliers[470]
- 30 septembre 2015, Lionsgate signe un contrat de distribution pour la Russie avec Walt Disney Studios Distribution[471],[472]

### Octobre
- 1er octobre 2015, 
  - Disney Research présente une peau douce imprimée en 3D pour des robots jouets[473],[474]
  - Disney et Hasbro commercialisent le jeu Disney Playmation[475],[476]
- 2 octobre 2015, Disney Research transforme les livres de coloriage en objets 3D grâce à la réalité augmentée[477],[478]
- 4 octobre 2015, 
  - Disney World change sa politique de billets saisonnier et annuel avec des prix plus importants dans les périodes d'affluence et en profites pour augmenter ses tarifs[479],[480],[481]
  - TVN en Pologne signe un contrat de distribution avec Disney Media Distribution pour des premières diffusions, des émissions en rattrapage et des séries[482]
- 6 octobre 2015, 
  - ABC Family annonce un changement d'identité et de cible pour devenir Freeform pour janvier 2016[483],[484]
  - Disney Interactive procède au retrait de plusieurs jeux mobiles dont Star Wars et Marvel, en arrêtant le support[485] une centaine de jeux est concernée[486],[487]
- 7 octobre 2015, 
  - lors du MIPCOM, Disney Media Distribution et Canal+ renouvellent leur contrat et ajoutent les dernières productions des studios Disney-Marvel-Lucasfilm[488],[489]
  - Disney présente les projets des entreprises du second programme Disney Accelerator[490],[491]
  - Décès de Kevin Corcoran[492],[493],[494]
- 8 octobre 2015, 
  - Disney annonce les dates de sorties de 19 films dont Ant-Man 2[495],[496]
  - Disney atteint les 4 milliards d'USD de recette au box-office international six semaines plus tôt que l'année précédente, surpassant pour la troisième année consécutive cette somme[497],[498],[499]
- 9 octobre 2015, 
  - Disney Interactive espère retrouver des ventes records pour Disney Infinity 3.0 avec le coffret Marvel Battlegrounds prévu en mars 2016[500]
  - la société Open Bionics spécialisée dans les prothèses présente dans le cadre du programme Disney Accelerator des avant-bras pour enfants thématisés sur les licences Disney comme Iron Man ou Elsa de La Reine des neiges[501],[502].
- 11 octobre 2015, Disney Interactive réorganise les Jeux vidéo Star Wars après de nombreux licenciement et projets arrêtés en annonçant la sortie de Star Wars: Battlefront d'Electronic Arts le 17 novembre et d'un set Star Wars dans Disney Infinity[503],[504]
- 12 octobre 2015, 
  - Sky renouvelle son partenariat avec Disney pour sécuriser la sortie des prochains films des studios Disney-Marvel-Lucasfilm au Royaume-Uni sur son service Sky Movies au détriment de Netflix ou Amazon[505],[506],[507]
  - Le bijoutier danois Pandora étend son alliance commerciale avec Disney à partir de novembre 2015 pour inclure l'Asie-Pacifique dont l'Australie, la Chine et le Japon[508]
- 13 octobre 2015, Walt Disney World Resort révise à la hausse sa demande de compensation pour son développement sur 30 ans à 575 acres au lieu de 350[509],[510]
- 14 octobre 2015, sortie française annoncée du Le Livre de la jungle, une production de Walt Disney Pictures et réalisé par Jon Favreau[25], date repoussée par la suite à 2016.
- 16 octobre 2015, diffusion française annoncée de Descendants, une production de Disney Channel Original Movie et réalisé par Kenny Ortega avec Dove Cameron et Cameron Boyce et Sofia Carson et Booboo Stewart[25].
- 17 octobre 2015, Disney Research présente un logiciel de reconnaissance faciale permettant la capture instantanée d'expression et son animation[511]
- 19 octobre 2015, Disney lance des sites Disney Couture au Royaume-Uni et en Australie[512]
- 20 octobre 2015, ESPN prévoit de supprimer 350 postes pour réduire ses coûts de production[513],[514]
- 21 octobre 2015, Disney se prépare à lancer un service de location de contenus numériques à la demande au Royaume-Uni nommé DisneyLife dont des films, des séries télévisées, de la musique et des livres[515],[516],[517],[518],[519]
- 23 octobre 2015, 
  - Disney serait en train de négocier son entrée au capital de Vice Media alors que sa filiale A&E Television Networks détient déjà 10 %[520],[521],[522]
  - à la suite de l'annonce du service sans publicité Youtube Red, ESPN prévoit de supprimer du contenu de la plateforme Youtube pour marquer son désaccord[523]
- 24 octobre 2015, Pour promouvoir Star Wars, épisode VII : Le Réveil de la Force en Chine, Disney installe 500 Stormtroopers sur la Muraille de Chine[524],[525]
- 25 octobre 2015, avec sa sortie en Chine, Ant-Man cumule 500 millions d'USD au box-office international[526]
- 27 octobre 2015, Disney Cruise Line baisse la commission des agences de voyages qui replanifient les voyages à bord des navires[527],[528]
- 28 octobre 2015, 
  - le court métrage de Pixar Sanjay et sa super équipe est présenté au festival Mumbai Academy of Moving Images avant sa sortie en salle le 4 décembre en Inde[529]
  - ProSiebenSat.1 Media signe un contrat avec Disney Media Distribution pour la diffusion en exclusivité des derniers films et séries de Disney[530],[531],[532]
- 29 octobre 2015, Maker Studios signe un contrat avec le service gratuit de vidéo en ligne Go90 de Verizon pour produire au moins 8 séries et des événements[533]
- 30 octobre 2015, le Magic d'Orlando et Disney World prolongent leur partenariat en faveur du sport local[534],[535]

### Novembre
- 1er novembre 2015, Disney Research présente de nouveaux algorithmes qui accélèrent le rendu réaliste des tissus en image de synthèse[536]
- 2 novembre 2015, Vice Media annonce le lancement de sa chaîne pour le 29 février 2016 tandis que Disney investit 200 millions d'USD dans la société[537],[538],[539].
- 3 novembre 2015, le British Film Institute annonce avoir retrouvé après 87 ans le film Sleigh Bells perdu depuis 1928[540],[541],[542].
- 3 novembre 2015, SPI International signe un contrat avec Disney pour proposer des films et séries du groupe sur son service FilmBox et sa chaîne Kino Polska[543],[544]
- 4 novembre 2015, Radio Disney lance Radio Disney Country avec une retransmission des CMA Awards[545],[546],[547]
- 5 novembre 2015, Disney signe un contrat avec Sony pour diffuser ses chaînes ABC, Disney et ESPN sur PlayStation Vue (en)[548],[549],[550]
- 6 novembre 2015, Disney dévoile des détails de la future zone Pandora: The World of Avatar de Disney's Animal Kingdom inspirée du film Avatar[551],[552]
- 9 novembre 2015, 
  - Planet Hollywood annonce licencier ses 468 employés de Disney Springs en janvier 2016 en raison de 6 mois de travaux[553],[554]
  - Corus Entertainment annonce le lancement de Disney XD au Canada, le 1er décembre après celui de Disney Junior[555],[556]
  - Disney annonce l'arrêt des Star Wars Weekends à Disney's Hollywood Studios[557]
- 12 novembre 2015, Disney Research et l'Université Carnegie-Mellon travaillent sur une smartwatch capable de décrire ce que l'on touche[558],[559]
- 13 novembre 2015, 
  - Disney World confirme l'arrêt de Captain Eo pour le 6 décembre 2015 et son remplacement par le Disney & Pixar Short Film Festival, une compilation de courts métrages[560],[561]
  - fruit de la synergie au sein de groupe Disney, le jeu Star Wars: Commander de Disney Interactive contient des vidéos réalisés par les membres de Maker Studios[562]
- 14 novembre 2015, à la suite des attentats de la veille à Paris, les parcs de Disneyland Paris restent fermés le samedi 14 novembre 2015[563],[564]
- 17 novembre 2015,
  - Disney a mis en place tout un système pour s'assurer que le public n'échappe pas à Star Wars[565]
  - un texan intente un procès pour copie à l'encontre de Disney pour le film Les Mondes de Ralph (2012) et demande 10 millions d'USD en déclarant avoir présenté un script similaire en mars 2012[566]
- 18 novembre 2015, 
  - le parc Disneyland Paris rouvre après plusieurs jours de fermeture suite attentats du 13 novembre 2015[567]
  - Ouverture de l'exposition Colortopia à Epcot sponsorisée par Glidden (en), filiale de PPG Industries[568],[569]
  - le groupe Kingdom Holding du prince Al-Walid investit 49,2 millions d'€ pour conserver sa participation de 10 % dans Euro Disney[570],[571]
  - Blake Jorgensen le CFO d'EA annonce plusieurs suites au jeu Star Wars: Battlefront dans le cadre d'un partenariat décennal avec Disney[572],[573]
- 25 novembre 2015, la ville de Shanghai fait fermé 5 hôtels se réclamant de Disney à proximité du Shanghai Disney Resort[574],[575]
- 27 novembre 2015, Disney s'associe à MakieLab, société britannique spécialisée dans l'impression de poupées et leurs tenues avec des imprimantes 3D dans le cadre du programme Disney Accelerator [576],[577].

### Décembre
- 1er décembre 2015, Lancement des chaînes Disney Junior et Disney XD au Canada par Corus Entertainment[578]
- 2 décembre 2015, Jakku Spy, un jeu de réalité virtuelle utilisant la technologie Google Cardboard et première production d'ILMxLAB est publié par Verizon pour l'application Star Wars[579].
- 5 décembre 2015, Disney XD et Nintendo s'associent dans l'e-sport en diffusant une compétition de Mario Kart 8[580],[581]
- 5 décembre 2015, Bob Iger inaugure le bureau de Walt Disney au sein du studio de Burbank  restauré à l'identique qu'au moment de son décès en décembre 1966 et désormais accessible aux visites[582],[583],[584]
- 8 décembre 2015, 
  - Disney dépense 200 millions d'USD et double son investissement dans Vice Media portant sa participation initiée en novembre à 10 % du capital[585],[586],[587],[588],[589].
  - Kimberly-Clark prolonge le contrat signé avec Disney depuis 20 ans pour les couches Huggies et obtient l'accord pour sponsoriser les espaces bébés des parcs et paquebots américains de Disney[590]
- 11 décembre 2015, Ouverture de l'attraction Star Wars Launch Bay aux Disney's Hollywood Studios en Floride[591],[592]
- 14 décembre 2015,
  - Disney et Canal+ signent un contrat rendant les chaînes Disney Junior, Disney XD et Disney Cinema ainsi Disney English des services exclusifs de Canalsat[593],[594]
  - Disney Research présente un logiciel de montage vidéo, FaceDirector, permettant de modifier l'expression faciale d'un acteur au montage en utilisant plusieurs prises avec des outils traditionnels[595]
- 15 décembre 2015, 
  - Disney et le studio sud africain Triggerfish ont sélectionné quatre sujets de longs métrages et quatre séries télévisées à la suite de leur concours local lancé en juillet[596]
  - Telkom SA et The Walt Disney Company Africa s'associent pour promouvoir le film Star Wars, épisode VII : Le Réveil de la Force et le rend disponible en streaming dès le lendemain[597].
  - Courtney Holt est nommée directrice de Maker Studios en remplacement de Ynon Kreiz[598],[599]
- 16 décembre 2015, Disney signe un contrat avec Alibaba pour fournir de la vidéo à la demande en Chine, un service nommé DisneyLife avec une box en forme de tête de Mickey[600],[601],[602],[603]
- 17 décembre 2015, 
  - Bloomberg Businessweek publie un article détaillant la lutte entre Mattel et Hasbro pour la vente de poupées à l'effigie des princesses Disney[604]
  - Disney transforme la Colonne Nelson de Trafalgar Square à Londres en sabre laser pour la promotion de Star Wars, épisode VII : Le Réveil de la Force en payant 24 000 £[605],[606]
  - Disney Parks, Seaworld et Universal annoncent l'installation de détecteurs de métaux à l'entrée de leur parcs respectifs 15 jours après la fusillade de San Bernardino[607],[608]
  - SFR lance le service de vidéo et jeux vidéo à la demande Disney Channel Pop Pick Play[609],[610]
- 18 décembre 2015, sortie de Star Wars, épisode VII : Le Réveil de la Force, une production Lucasfilm Limited[a 8],[25].
- 21 décembre 2015, Disney Studios franchit pour la première de son histoire les 5 milliards d'USD de recettes au box-office mais reste second au niveau américain derrière Universal[611]
- 22 décembre 2015, Disney chercherait à vendre sa participation à la chaîne Fusion qu'elle détient à parité avec Univision Communications[612],[613]
- 26 décembre 2015, pour construire un Star Wars land, le parc Disneyland procède à la fermeture de 10 attractions et restaurants[614]
- 29 décembre 2015, Disney Research dévoile VertiGo, un robot capable de rouler à la verticale sur un mur[615],[616]
- 30 décembre 2015, Steven Spielberg annonce un nouveau studio Amblin Partners qui récupère une partie des droits des productions DreamWorks mais une contrepartie est la conservation par Disney du catalogue des 13 films distribués par Touchstone Pictures en raison d'un prêt de 100 millions d'USD octroyé en 2009 et des frais de promotions[617]